# Konwersja polityczna
Konwersja polityczna – proces przetwarzania żądań zanim trafią do ośrodków decyzyjnych instytucji politycznych.
Celem tego przedsięwzięcia jest dostarczenie instytucjom politycznym materiałów przygotowanych do dokonywania wyboru optymalnej decyzji politycznej. Konwersja obejmuje zarówno ustalenie treści żądań politycznych i informacji otrzymywanych dzięki pracy wejścia, jak i segregację żądań według treści i liczebności. Każdy system polityczny otrzymuje więcej żądań niż jest w stanie przetworzyć. Zachodzi więc konieczność określania hierarchii ważności i kolejności realizacji.
Mechanizm konwersji obejmuje działania od momentu ustalenia treści żądania aż do decyzji politycznej. Opiera się na sieci ośrodków spełniających określone role polityczne wyspecjalizowane. Nasilenie ośrodków zależy od specjalizacji wewnątrz systemu i na kontaktach z otoczeniem. W procesie konwersji pewną rolę spełniają normy kulturowe, wzorce zachowań, które występują w społeczeństwie spełniając hamulce powstawania żądań politycznych sprzecznych z ich treścią. Chodzi tu o zapobieganie nadmiarowi żądań, które system polityczny nie jest w stanie przetworzyć. Selekcja przebiegająca w oparciu o normy aprobowane społecznie ułatwia działania systemu politycznego.